# VoThM (VoThMの3rdアルバム)
VoThMが1994年1月21日にテイチクレコードからリリースした3枚目のアルバムである。

## 解説
- メジャーデビュー後にリリースされた初のアルバム。
- メジャーデビュー作品の1stシングル『SALLA』がリリースされて2ヶ月後に発売された3rdアルバム。

## 収録曲
| 全編曲: VoThM。 |                             |          |          |      |
| #               | タイトル                    | 作詞     | 作曲     | 時間 |
| 1.              | 「警鐘を鳴らす快楽主義者」  | 渡辺英樹 | 丸山正剛 | 4:36 |
| 2.              | 「『A』からはじまる」       | 渡辺英樹 | 丸山正剛 | 4:23 |
| 3.              | 「Yes, it's true」          | 渡辺英樹 | 丸山正剛 | 5:24 |
| 4.              | 「This is the “ラブ”」      | 渡辺英樹 | 渡辺英樹 | 2:40 |
| 5.              | 「SALLA(サーラ)」           | 渡辺英樹 | 丸山正剛 | 3:16 |
| 6.              | 「1st of August(インスト)」 |          | 丸山正剛 | 1:15 |
| 7.              | 「I've loved them」         | 渡辺英樹 | 丸山正剛 | 4:28 |
| 8.              | 「They'll be back again」   | 渡辺英樹 | 渡辺英樹 | 3:17 |
| 9.              | 「Good Morning」            | 渡辺英樹 | 丸山正剛 | 4:05 |
| 10.             | 「マイ シリアス タイム」    | 渡辺英樹 | 渡辺英樹 | 4:15 |
| 11.             | 「Visit to the End」        | 渡辺英樹 | 渡辺英樹 | 2:53 |

## 楽曲解説
1. 警鐘を鳴らす快楽主義者
2. 『A』からはじまる
  - 1stシングル『SALLA』に収録。
3. Yes, it's true
  - 2ndアルバム『VoThM (パイロット版)』にも収録されている。
4. This is The “ラブ”
5. SALLA(サーラ)
  - 1stシングル『SALLA』に収録。
6. 1st of August(インスト)
7. I've loved them
8. They'll be back again
9. Good Morning
10. マイシリアスタイム
11. Visit to the End